# Тревиньяно-Романо

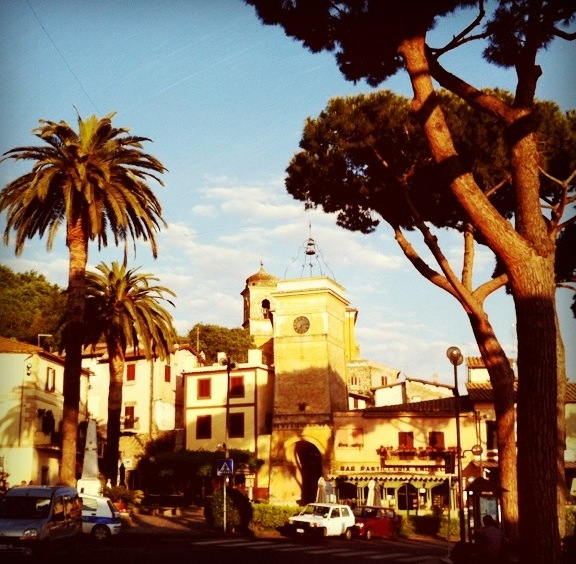
Тревиньано-Романо

Тревиньано-Романо (итал. Trevignano Romano) — коммуна в Италии, располагается в регионе Лацио, подчиняется административному центру Рим.
Население составляет 4541 человек, плотность населения составляет 116 чел./км². Занимает площадь 39 км². Почтовый индекс — 069. Телефонный код — 06.
Покровителем населённого пункта считается San Bernardino da Siena. Праздник ежегодно празднуется 20 мая.